# 随路信令
随路信令是指在呼叫接续中所需的各种信令通过该接续所占用的中继电路来传送的信令，而公共信道信令是指在利用交换局之间的一条集中的信令链路为多条线路传送信令的方式。